# Danh sách chính trị gia và người của công chúng mắc COVID-19
Đây là một danh sách chưa hoàn tất, và có thể sẽ không bao giờ thỏa mãn yêu cầu hoàn tất. Bạn có thể đóng góp bằng cách mở rộng nó bằng các thông tin đáng tin cậy.
Danh sách này liệt kê những người nổi tiếng đã mắc bệnh (dương tính) do đại dịch COVID-19 gây ra bởi virus SARS-CoV-2. Thống kê đến 31 tháng 12 năm 2020 và còn cập nhật bổ sung. Thứ tự theo từng châu, khu vực Phi, Á, Âu, Bắc Mỹ, châu Đại Dương, Nam Mỹ.
Các nhân vật được nêu là các chính trị gia ở hàng cấp cao và những người nổi tiếng đã được liệt kê tên ở Wikipedia bằng các thứ tiếng khác nhau, và được các báo chí chính thống có uy tín các nước liệt kê.

## Châu Phi

### Algeria
- Tổng thống Abdelmadjid Tebboune

### Burkina Faso
- Phó chủ tịch thứ hai Quốc hội Rose Marie Compaoré (tử vong)
- Bộ trưởng Bộ Ngoại giao Alpha Barry
- Bộ trưởng Bộ Mỏ Oumarou Idani,
- Bộ trưởng Bộ Giáo dục Stanislas Ouaro
- Bộ trưởng Bộ Nội vụ Simeon Sawadogo

### Burundi
- Phu nhân Tổng thống, bà Denise Nkurunziza

### Cameroon
- Chủ tịch Quốc hội Cavaye Yeguie
- Nhạc sĩ Manu Dibango, tử vong

### Democratic Republic of the Congo (Cộng hòa Dân chủ Congo)
- Bộ trưởng Bộ Bưu chính Viễn thông Pierre Lumbi (tử vong)

### Republic of the Congo (Cộng hòa Congo)
- Cựu Tổng thống và Thủ tướng Joachim Yhombi-Opango (tử vong tại Pháp)
- Nhà soạn nhạc Aurlus Mabélé, tử vong

### Egypt (Ai Cập)
- Có 11 nghị sĩ (tính đến 28/6)
- Nữ diễn viên Nashwa Mustafa

### Eswatini
- Thủ tướng Eswatini Ambrose Dlamini (15/11, tử vong 13/12)

### Gabon
- Phát ngôn viên tổng thống của Gabon, Jessye Ella Ekogha

### The Gambia
- Phó Tổng thống Isatou Touray
- Bộ trưởng Tài chính Mambureh Njie, Bộ trưởng Dầu mỏ và Năng lượng Fafa Sanyang, và Bộ trưởng Nông nghiệp Amie Fabureh

### Ghana
- Cựu Tổng thống Ghana, Jerry Rawlings (tử vong)
- Bộ trưởng Y tế  Kwaku Agyeman Manu
- Bộ trưởng Cấp cao  Osafo Maafo
- Giám đốc điều hành (CEO) của Cơ quan Bảo hiểm Y tế Quốc gia
- Đại sứ Ghana tại Vương quốc Anh
- Cựu Thứ trưởng Bộ Thương mại và Công nghiệp,  ông Carlos Ahenkora (tử vong)
- Giám đốc điều hành của Ủy ban Lâm nghiệp Kwadwo Owusu Afriyie (tử vong)

### Guinea
- Chủ tịch cơ quan bầu cử  Amadou Salif Kébé (tử vong)
- Tổng thư ký của chính phủ Guinea, Sékou Kourouma (tử vong)
- Bộ trưởng Bộ An ninh và Bảo vệ Dân sự Albert Damantang Camara
- Bộ trưởng Bộ Công chính Moustapha Naite

### Guinea-Bissau
- Thủ tướng Nuno Gomes Nabiam
- Bộ trưởng Nội vụ Botche Cande
- Bộ trưởng Quy hoạch và Tích hợp Khu vực Mónica Buaro,
- Bộ trưởng về Trật tự Công cộng Mario Fambe

### Kenya
- Phát ngôn viên chính phủ Kenya Cyrus Oguna
- Chủ tịch hội đồng lập pháp hạt Machakos,  Florence Mwanangi
- Cựu Bộ trưởng Joseph Nyagah (tử vong)
- Thống đốc của Quận Nyamira, John Obiero Nyagarama (tử vong)

### Libya
- Cựu Thủ tướng Mahmoud Jibril (tử vong)
- Sĩ quan cấp cao  Suleiman Mahmoud (tử vong)

### Mali
- Cựu Bộ trưởng Soumaïla Cissé (tử vong ở Paris)

### Morocco (Ma-rốc)
- Bộ trưởng Bộ Năng lượng  Aziz Rabbah,
- Bộ trưởng Bộ Giao thông Vận tải  Abdelkader Amara;
- Cựu Bộ trưởng Mohamed El Ouafa (tử vong)

### Mozambique
- Bộ trưởng Y tế  Armindo Tiago
- Chủ tịch Liên đoàn các Hiệp hội Kinh tế Mozambique (CTA), Agostinho Vuma

### Nigeria
- Ngoại trưởng Geoffrey Onyeama
- Chánh văn phòng của Tổng thống, Abba Kyari (tử vong)
- Thống đốc  đứng đầu bang Bauchi, Bala Mohammed (tử vong)
- Bộ trưởng Bộ Lao động và Việc làm, Mohamed Ben Omar (tử vong)
- Chủ tịch Hạ viện bang Benue
- Thống đốc bang Niger,  Abubakar Sani Bello
- Thống đốc các bang Kaduna, Ondo, Ekiti, Oyo, và Delta
- Thống đốc bang Lagos, Babajide Sanwo-Olu
- Chủ tịch Quốc hội bang Niger, Abdullahi Wuse

### Somalia
- Cựu Thủ tướng Nur Hassan Hussein (tử vong)
- Bộ trưởng tư pháp của bang Hirshabelle tự trị Khalif Mumin Tohow (tử vong)
- Đại sứ Somalia tại Ai Cập Abdiqani Mohamed Wa'ays (tử vong)

#### Somaliland
- Bộ trưởng Thông tin Suleiman Ali

### South Africa (Nam Phi)
- Chủ tịch Hạ viện Nam Phi Cedric Frolick
- Bộ trưởng y tế  Zweli Mkhize
- Bộ trưởng Bộ Việc làm và Lao động, ông Thembelani Thulas Nxesi,
- Bộ trưởng tài nguyên khoáng sản và năng lượng  Gwede Mantashe,
- Bộ trưởng Quốc phòng và Cựu chiến binh Quân đội Mapisa-Nqakula,
- Thứ trưởng Bogopane-Zulu và Thứ trưởng Nkosi Holomisa.
- Con gái của Vua Zulu của Hoàng gia Nam Phi Noloyiso Sandile (tử vong)
- Một nghị sĩ đảng ANC (tử vong)
- Nghị sĩ Nomvuzo Shabalala (tử vong)
- Hoa hậu Hoàn vũ Natasha Joubert

### South Sudan (Nam Xu-đăng)
- Phó tổng thống James Wani Igga
- Phó tổng thống Hussein Abdelbagi
- Phó Tổng thống thứ nhất Riek Machar Teny và phu nhân
- Bộ trưởng Bộ Quốc phòng Angelina Teny

### Sudan (Xu-đăng)
- Cựu Thủ tướng Sadiq al-Mahdi (tử vong)
- Bộ trưởng Bộ Giao thông và Cơ sở hạ tầng Hashem Abanouf
- Bộ trưởng Y tế Osama Ahmed Abdul Rahim
- Thống đốc Ngân hàng trung ương Mohamed al-Fatih Zainelabidine,
- Bộ trưởng Nội các Omer Manis

### Tunisia
- Chủ tịch Đảng Destourian Tự do, bà Abir Moussi

### Uganda
- Cựu Phó giám đốc của Trung tâm Truyền thông Uganda và phó phát ngôn viên của chính phủ  Shaban Bantariza (tử vong)

### Zambia
- Phó Tổng thống Inonge Mutukwa
- Một nghị sĩ tử vong
- Mười lăm nhà lập pháp

### Zimbabwe
- Bộ trưởng Bộ Đất đai, Nông nghiệp và Tái định cư nông thôn Perrance Shiri (tử vong)

## Châu Á

### Armenia
- Thủ tướng Nikol Pashinyan
- Phó chủ tịch Quốc hội  Vahe Enfiajyan;
- Vợ của Serzh Sargsyan, cựu Tổng thống Armenia, bà Rita Sargsyan (tử vong)

### Bangladesh
- Tổng Chưởng lý Bangladesh,  Mahbubey Alam (tử vong)
- Bộ trưởng Bộ Giao thông Vận tải Nhà nước Khalid Mahmud Chowdhury MP
- Bộ trưởng Nhà nước Bộ Tôn giáo Bangladesh, Sheikh Md Abdullah (tử vong)
- Cựu Bộ trưởng Mohammed Nasim và Sahara Khatun  (tử vong)
- Cựu Tham mưu trưởng hải quân Bangladesh, Muhammad Mohaiminul Islam (tử vong)
- Bộ trưởng Nội vụ Asaduzzaman Khan Kamal và Bộ trưởng An ninh Công cộng Mustafa Kamal Uddin (15/11)
- Cựu Bộ trưởng Chowdhury Kamal Ibne Yusuf (tử vong)
- Đội trưởng đội cricket quốc gia Bangladesh,  Mominul Haque
- Diễn viên, doanh nhân Aly Zaker, tử vong

### Cambodia (Cam-pu-chia)
- Tổng Cục trưởng Tổng cục Trại giam (thuộc Bộ Nội vụ) Chhem Savuth
- Hai Tổng cục trưởng khác thuộc Bộ Nội vụ

### China (Trung Quốc)
- Cựu Trưởng Ủy ban Dân tộc và Tôn giáo Vũ Hán, Vương Hiến Lương  (tử vong)
- Cựu Phó giám đốc Sở Nội vụ tỉnh Hồ Bắc, Văn Tăng Hiển (tử vong)
- Cầu thủ Vũ Lỗi

### Gruzia
- Thủ tướng  Giorgi Gakharia
- Người đứng đầu hành chính chính phủ, Nguyên Thứ trưởng Nội vụ Natia Mezvrishvili
- Bộ trưởng Kinh tế  Natia Turnava

### India (Ấn Độ)
- Phó Tổng thống M. Venkaiah Naidu
- Cựu tổng thống Ấn Độ Pranab Mukherjee (tử vong)
- Bộ trưởng liên bang của Ấn Độ về Phát triển Phụ nữ và Trẻ em Smriti Irani
- Bộ trưởng Nội vụ Ấn Độ Amit Shah
- Bộ trưởng Liên bang Dầu khí và Khí đốt tự nhiên Dharmendra Pradhan
- Bộ trưởng Đường sắt  Suresh Chandra Angadi (tử vong)
- Thống đốc ngân hàng trung ương Ấn Độ  Shaktikanta Das
- Lãnh đạo phe đối lập ở Thượng viện Quốc hội Ấn Độ Ghulam Nabi Azad
- Các Thượng nghị sĩ Ahmed Patel, Motilal Vora, Abhishek Singhvi, Deepender Singh Hooda
- Phó Thống đốc bang Maharashtra Ấn Độ, Ajit Pawar;
- Phó Thống đốc bang Uttar Pradesh Ấn Độ Keshav Prasad Maurya;
- Phó giám đốc Cục Kiểm soát Ma túy Ấn Độ KPS Malhotra,
- Người phát ngôn toàn quốc của đảng Quốc đại Ấn Độ, Sanjay Jha;
- Một lãnh đạo cấp cao Đảng BJP Ấn Độ, Chintala Ramachandra Reddy
- Chủ tịch đảng BJP J. P. Nadda
- Chủ tịch Ủy ban Năng lượng Nguyên tử Ấn Độ Sekhar Basu (tử vong)
- Tổng trưởng bang Madhya Pradesh, Shivraj Singh Chouhan,
- Tổng trưởng và cựu Tổng trưởng bang Karnataka
- Thống đốc bang Tamil Nadu,  Banwarilal Purohit
- Thống đốc bang Uttarakhand, Baby Rani Maurya
- Bộ trưởng nội các bang Punjab Ấn Độ, Tript Rajinder Singh Bajwa,
- Ba bộ trưởng bang Madhya Pradesh Ấn Độ
- Bộ trưởng Nông nghiệp bang Karnataka, B C Patil;
- Bộ trưởng Bộ Du lịch, Kannada và Văn hóa  bang Karnataka
- Bộ trưởng Bộ Lâm nghiệp bang Karnataka
- Bộ trưởng Nông nghiệp bang Haryana Ấn Độ J P Dalal
- Các Bộ trưởng bang Kerala Ấn Độ: Bộ trưởng Bộ Nông nghiệp V. S. Sunil Kumar, Bộ trưởng Tài chính T. M. Thomas Isaac và Bộ trưởng Công nghiệp E. P. Jayarajan;
- Các bộ trưởng bang Odisha Ấn Độ: Bộ trưởng Du lịch và Văn hóa, JP Panigrahi, Bộ trưởng giáo dục đại học Arun Kumar Sahoo, Bộ trưởng phát triển nông thôn Susant Singh và Bộ trưởng dệt may Padmini Dian;
- Nữ Bộ trưởng bang Uttar Pradesh, Kamal Rani Varun (tử vong)
- Chánh án Tòa án cấp cao Madras ở Chennai, Amreshwar Pratap Sahi
- Chánh án Tòa án Cấp cao Rajasthan, Indrajit Mahanty
- Bộ trưởng bang Uttar Pradesh, Mahendra Singh
- Chủ tịch Hội đồng lập pháp bang Andhra Pradesh
- Bộ trưởng y tế bang Punjab Ấn Độ Balbir Singh Sidhu;
- Bộ trưởng Nội các bang Uttar Pradesh Ấn Độ Chetan Chauhan;
- Sáu Bộ trưởng trong nội các bang Maharashtra Ấn Độ là Ashok Chavan, Jitendra Awhad, Sunil Kedar...
- Chủ tịch Hội đồng lập pháp bang Sikkim, Ấn Độ  L B Das, và Phó Chủ tịch Hội đồng lập pháp bang Assam, Aminul Haque Laskar
- Chủ tịch hội đồng Lập pháp bang Maharashtra, Nana Patole
- Chủ tịch Hội đồng lập pháp bang Uttarakhand, Prem Chand Aggarwal
- Thủ hiến Uttarakhand, Trivendra Rawat
- Tổng trưởng bang Haryana, Manohar Lal Khattar
- Phó tổng trưởng Delhi, Manish Sisodia
- Phó Tổng trưởng bang Maharashtra, Ajit Pawar
- Phó Tổng trưởng bang Bihar, Sushil Kumar Modi
- Phó tổng trưởng bang Karnataka, Ashwath Narayan
- Bộ trưởng Y tế Delhi, Satyendar Jain
- Phó chủ tịch Hội đồng lập pháp bang Odisha Ấn Độ
- Cựu Bộ trưởng bang Odisha, Pradeep Maharathy (tử vong)
- Tổng trưởng bang Meghalaya, Conrad Sangma
- Thống đốc bang Kerala, Arif Mohammed Khan
- Thị trưởng Mumbai, Kishori Pednekar và Phó Thị trưởng Mumbai, Hemangi Worlikar
- Quyền Chủ tịch Hội đồng Lập pháp bang Bihar,  Awadhesh Narayan Singh
- Cựu Chủ tịch Hội đồng lập pháp và Bộ trưởng bang Karnataka, Dinesh Gundu Rao
- Nguyên Tổng trưởng bang Gujarat Ấn Độ, Keshubhai Patel (đã tử vong)
- Bộ trưởng Nông nghiệp bang Tamil Nadu,  R. Doraikkannu (đã tử vong)
- Bộ trưởng y tế bang Uttar Pradesh,  Jai Pratap Singh;
- Bộ trưởng Tài nguyên nước bang Madhya Pradesh, Tulsi Silawat;
- Bộ trưởng Y tế bang Haryana, Anil Vij (5/12)
- Tổng thư ký của Đảng Shiromani Akali Dal (SAD), Bikram Singh Majithia
- Nguyên Lãnh đạo Đảng Quốc đại Ấn Độ bang  Rajasthan, Sachin Pilot
- Ba bộ trưởng bang Sikkim: Bộ trưởng Thông tin và Quan hệ Công chúng (IPR) Lok Nath Sharma, Bộ trưởng Rừng và Môi trường Karma Loday Bhutia và Bộ trưởng Quyền lực Mingma Norbu Sherpa
- Bộ trưởng Y tế bang Sikkim, Tiến sĩ MK Sharma (21/8)
- Bộ trưởng Bộ Công chính bang Madhya Pradesh Gopal Bhargava
- Bộ trưởng Môi trường Delhi, Gopal Rai
- Bộ trưởng Y tế Rajasthan, Raghu Sharma
- Cựu chủ tịch Hội đồng lập pháp,  Bộ trưởng Bộ Doanh thu và Muzrai bang Karnataka, Kagodu Thimmappa
- Cựu Bộ trưởng Motilal Vora (tử vong)
- Vợ của Thống đốc Odisha, Giáo sư Ganeshi Lal (tử vong)
- Phó Chủ tịch Hội đồng Lập pháp Manipur, K Robindro; ba bộ trưởng bang Manipur
- Diễn viên Amitabh Bachchan cùng con trai Abhishek Bachchan, con dâu Aishwarya Rai, đều là diễn viên
- Diễn viên Arjun Kapoor
- Diễn viên, nghị sĩ Chiranjeevi
- Diễn viên Aftab Shivdasani
- Ca sĩ Kanika Kapoor;
- Nhà thơ Rahat Indori (đã chết)
- Nhạc sĩ, giám đốc âm nhạc S. P. Balasubrahmanyam (đã tử vong)
- Nữ diễn viên Rajeshwari Sachdev

### Indonesia
- Bộ trưởng Bộ Tôn giáo Fachrul Razi,
- Bộ trưởng Bộ Giao thông vận tải Budi Karya Sumadi
- Bộ trưởng Bộ Thủy sản Edhy Prabowo
- Thị trưởng các thành phố Banjarbaru, thành phố Tanjungpinang (tử vong)
- Thị trưởng Bogor, Bima Arya  và Chủ tịch hội đồng lập pháp Bogor, Rudy Susmasto
- 18 nghị sĩ Indonesia (thống kê 7/10)
- Phó Thị trưởng thành phố Surakarta
- Thống đốc quần đảo Riau, Isdianto
- Thống đốc thủ đô Jakarta, Anies Baswedan (1/12)
- Thống đốc Riau, Syamsuar (1/12)

### Iran
- Phó Tổng thống thứ nhất Eshaq Jahangiri
- Chủ tịch Quốc hội Iran Ali Larijani,
- Chủ tịch Quốc hội mới  Mohammad Baqer Ghalibaf
- Phó Tổng thống phụ trách phụ nữ và các vấn đề gia đình Masoumeh Ebtekar
- Ít nhất 24 thành viên Quốc hội Iran;
- Thứ trưởng Bộ y tế Iraj Harirchi;
- Cố vấn chính sách đối ngoại cho Lãnh tụ tối cao Ali Khamenei,Ali Akbar Velayati
- Giám đốc Tổ chức Quản lý Khủng hoảng của Iran, Ismail Najjar;
- Cựu Bộ trưởng tư pháp và Bộ trưởng nội vu Mostafa Pourmohammadi
- Bộ trưởng Bộ Công nghiệp, Mỏ và Kinh doanh Reza Rahmani;
- Bộ trưởng di sản văn hóa, thủ công mỹ nghệ và du lịch Ali Asghar Mounesan,
- Chủ tịch Ủy ban Olympic quốc gia Iran Reza Salehi Amiri,
- Chủ tịch Ủy ban chính sách đối ngoại và an ninh quốc gia của Quốc hội Iran, Mojtaba Zonnour,
- Cố vấn Lãnh tụ tối cao Iran Ayatollah Ali Khamenei,  Mohammad Mirmohammadi (đã tử vong)
- Tướng Iran, Nasser Shabani (đã tử vong)
- Diễn viên Parviz Poorhosseini, tử vong

### Iraq
- Phó Chủ tịch Quốc hội  Hassan Al Kaabi,
- Kiến trúc sư Rifat Chadirji (đã tử vong)
- Cựu cầu thủ Iraq, Ahmed Radhi, Nadhim Shaker (tử vong)

### Israel
- Bộ trưởng Y tế  Yaakov Litzman
- Bộ trưởng Bộ Bảo vệ Môi trường Gila Gamliel;
- Bộ trưởng Hợp tác Khu vực Ofir Akunis;
- Bộ trưởng phụ trách Jerusalem
- Bộ trưởng Bảo vệ Môi trường Israel
- Bộ trưởng Nhập cư và Hội nhập Israel
- Cựu Bộ trưởng Nhà ở Israel

### Japan (Nhật Bản)
- Cựu Bộ trưởng Yuichiro Hata (tử vong)
- Phó trưởng ban Olympic Nhật Bản, Chủ tịch Hiệp hội Bóng đá Nhật Bản, Kozo Tashima
- Diễn viên Shimura Ken, tử vong
- Các diễn viên Baba Fumika, Yamamoto Yusuke, Ryusei Yokohama
- Các diễn viên Hirose Suzu, Toshihiko Seki, Junichi Ishida, Taishi Nakagawa
- Nghệ sĩ  Kumiko Okae (tử vong)
- Cựu chủ tịch và giám đốc của tập đoàn Omron, Yoshio Tateishi  (tử vong)
- Ca sĩ Miru Shiroma

### Kazakhstan
- Cựu Tổng thống Kazakhstan, Nursultan Nazarbayev
- Chủ tịch Quốc hội Nurlan Nigmatulin

### Kuwait
- Ít nhất 5 thành viên Quốc hội

### Kyrgyzstan
- Cựu Chủ tịch quốc hội Kyrgyzstan, Mukar Cholponbayev (tử vong)
- Bộ trưởng Bộ Giáo dục và Khoa học Kanybek Isakov, tử vong

### Lebanon (Li-băng)
- Cựu ngoại trưởng Lebanon, chủ tịch của Phong trào Yêu nước Tự do và là con rể của Tổng thống Michel Aoun
- Thiếu tướng, Tổng cục trưởng Tổng cục An ninh Abbas Ibrahim

### Malaysia
- Bộ trưởng Bộ Tôn giáo  Zulkifli Mohamad Al-Bakri
- Ủy viên Hội đồng Điều hành Bang Kedah, Azman Nasruddin,

### Maldives
- Cựu Tổng thống Maumoon Abdul Gayoom

### Nepal
- Bộ trưởng Bộ Văn hóa, Du lịch và Hàng không Dân dụng Yogesh Bhattarai
- Bộ trưởng Bộ Giáo dục, Khoa học và Công nghệ Nepal Girirajmani Pokharel
- Tỷ phú Binod Chaudhary

### Pakistan
- Chủ tịch Quốc hội Pakistan, Asad Qaiser,
- Phó Chủ tịch Thượng viện Saleem Mandviwalla
- Bộ trưởng Y tế Zafar Mirza
- Ngoại trưởng Shah Mehmood Qureshi
- Bộ trưởng Đường sắt  Sheikh Rashid Ahmad,
- Bộ trưởng nhà nước về ma túy Shehryar Afridi,
- Cựu Thủ tướng Pakistan, Yusuf Raza Gilani
- Chủ tịch Đảng Nhân dân Pakistan, Bilawal Bhutto Zardari
- Người phát ngôn Đảng Quốc gia Awami (ANP) Samar Haroon Bilour
- Nghị sĩ Quốc hội Mian Jamshed Uddin Kakakhel và Munir Orakzai (tử vong)
- Bộ trưởng định cư của tỉnh ở vùng Sindh, Ghulam Murtaza Baloch (tử vong)
- Bộ trưởng Công nghệ thông tin và Viễn thông Syed Aminul Haque
- Phó chủ tịch Hội đồng lập pháp Punjab, Dost Muhammad Mazari
- Chủ tịch Ủy ban Dân tộc thiểu số Quốc gia Cheela Ram
- Thống đốc Sindh, Imran Ismail
- Lãnh đạo phe đối lập trong Quốc hội Shehbaz Sharif (anh trai cựu thủ tướng Nawaz Sharif)
- Gần 100 nghị sĩ Quốc hội Pakistan (thống kê 10/6)
- Cựu Bí thư Nội các Maroof Afzal (tử vong)
- Chánh án Tòa án Cấp cao Peshawar, Waqar Ahmed Seth (tử vong)
- Bộ trưởng Tài chính Balochistan, Zahoor Buledi
- Phó chủ tịch Quốc hội tỉnh Khyber Pakhtunkhwa, Mehmood Jan
- Cựu đội trưởng đội tuyển cricket quốc gia Pakistan, Shahid Afridi

### Palestine
- Trưởng đoàn đàm phán Palestine,  Saeb Erekat (tử vong)
- Thành viên của ủy ban điều hành của Tổ chức Giải phóng Palestine, Hanan Ashrawi

### Philippines
- Bộ trưởng Nội vụ Philippines Eduardo Año
- Phó Chủ tịch Hạ viện Johnny Pimentel;
- Phó Chủ tịch Hạ viện kiêm Đại diện Basilan, Mujiv Hataman và vợ Sitti Djalia Turabin-Hataman là Thị trưởng thành phố Isabela
- Ba Thượng nghị sĩ
- Bộ trưởng Giáo dục Leonor Briones
- Tướng, nguyên Bộ trưởng của Philippines, Eduardo Manahan Año,
- Thị trưởng của Lapu-Lapu,  Junard Chan;
- Giám mục phụ tá của Manila, giám quản tông tòa của Tổng giáo phận Manila, Broderick Pabillo
- Cựu Thị trưởng Manila, Alfredo Lim (đã tử vong)
- Cựu Chủ tịch Ủy ban bầu cử Philippines Sixto Brillantes (đã tử vong)
- Đại sứ Philippines tại Lebanon,  Bernardita Catalla (tử vong tại Beirut)

### Saudi Arabia
- Hoàng tử và thống đốc thủ đô Riyadh Faisal bin Bandar bin Abdulaziz Al Saud

### South Korea (Hàn Quốc)
- Nghị sĩ Lee Jong-bae,
- Diễn viên Daniel Dae Kim
- Đạo diễn Kim Ki-duk (tử vong tại Latvia)

### Syria
- Cựu Thủ tướng Muhammad Mustafa Mero (tử vong)
- Bộ trưởng Nông nghiệp và cải cách điền địa Ahmed Al-Qadri (tử vong)

### Thailand (Thái Lan)
- Cựu Thủ tướng Thái Lan Thaksin Shinawatra (ở nước ngoài)
- Thống đốc tỉnh Samut Sakhon, Veerasak Vijitsaengsri

### Turkey (Thổ Nhĩ Kỳ)
- Bộ trưởng Nội vụ Thổ Nhĩ Kỳ Süleyman Soylu
- Người phát ngôn của Tổng thống, İbrahim Kalın
- Phó Chủ tịch Đảng Công lý và Phát triển (Đảng AK) Hamza Dağ
- Cựu thủ tướng Thổ Nhĩ Kỳ Binali Yildirim và phu nhân
- Thị trưởng thành phố Istanbul, Ekrem Imamoglu
- Cựu quyền Thủ tướng Thổ Nhĩ Kỳ  Ali Bozer (đã tử vong)
- Lãnh đạo Đảng Độc lập Thổ Nhĩ Kỳ,  Haydar Baş (tử vong)
- Nữ diễn viên İpek Filiz Yazıcı,  Alina Boz và nam diễn viên Kubilay Aka
- Tỷ phú Rahmi Koç

### Uzbekistan
- Chủ tịch Hội đồng Tối cao (Nghị viện) Cộng hòa Karakalpakstan, phó Chủ tịch Thượng viện Uzbekistan, Musa Yerniyazov (đã tử vong)
- Phó thủ tướng  Uktam Barnoev (tử vong)
- Thống đốc vùng Bukhara, Karim Kamalov (đã chết)

### Việt Nam
- Phó Chủ tịch Hội đồng Lý luận T.Ư Việt Nam Nguyễn Quang Thuấn
- Ca sĩ Phi Hải (đã tử vong)
- NSƯT, nhạc sĩ Khải Hoàn (đã tử vong)
- Nghệ sĩ cải lương Kim Phượng (đã tử vong)
- Diễn viên Kim Đào
- Rocker Trung Thành Sago (đã tử vong)
- Nhạc sĩ Thanh Dũng (đã tử vong)
- Nghệ sĩ cải lương, soạn giả Bạch Mai (đã tử vong)
- NGƯT, Nghệ nhân dân gian Triệu Thị Chơi (đã tử vong)
- Ca sĩ Y Jang Tuyn (đã tử vong)
- Ca sĩ Phi Nhung (đã tử vong)

## Châu Âu

### Austria (Áo)
- Bộ trưởng Ngoại giao Áo, Alexander Schallenberg
- Chính trị gia Karl von Habsburg

### Belarus
- Tổng thống  Alexander Lukashenko
- Cựu Thủ tướng	Vyacheslav Kebich (tử vong)

### Belgium (Bỉ)
- Cựu Thủ tướng và Bộ trưởng Ngoại giao đương nhiệm của Bỉ,  Sophie Wilmes
- Bộ trưởng Bộ Giao thông vận tải khu vực Brussels của Bỉ, Elke Van den Brandt;
- Bộ trưởng Thứ nhất trong Chính quyền Khu vực Brussels, Rudi Vervoort;
- Bộ trưởng-Chủ tịch Brussels, Rudi Vervoort và Ngoại trưởng Pascal Smet,
- Bộ trưởng Bộ Tài chính Brussels, Sven Gatz,
- Bộ trưởng Bộ Di chuyển Brussels, Elke Van den Brandt;
- Hoàng tử Bỉ Joachim

### Bosnia and Herzegovina
- Thủ tướng Bosnia and Herzegovina, Zoran Tegeltija
- Bộ trưởng Liên bang về Cựu chiến binh và Người tàn tật Salko Bukvarević (tử vong)
- Cựu Thủ tướng Cộng hòa Bosnia và Herzegovina Hasan Muratović (tử vong)

### Bulgaria
- Thủ tướng Bulgaria Boyko Borisov
- Thống đốc Ngân hàng trung ương  Dimitar Radev;

### Croatia
- Thủ tướng Andrej Plenkovic, và phu nhân
- Chủ tịch Quốc hội Croatia, Gordan Jandroković
- Bộ trưởng Du lịch và Thể thao Nikolina Brnjac

### Czech Republic (Cộng hòa Séc)
- Chủ tịch Hạ viện Cộng hòa Séc, Radek Vondráček (15/12)
- Phó Thủ tướng Cộng hòa Séc Jan Hamacek, đồng thời là Bộ trưởng Nội vụ
- Nghị sĩ Quốc hội và cựu Bộ trưởng Quốc phòng Karla Slechtova
- Bộ trưởng Bộ Nông nghiệp Miroslav Toman và Bộ trưởng Phát triển Khu vực Klára Dostálová
- Đạo diễn Jiří Menzel và Jan Křen nhà sử học Cộng hòa Séc, đều tử vong
- Tỷ phú Daniel Křetínský

### Denmark (Đan Mạch)
- Hoàng tử Christian của Đan Mạch (7/12)
- Bộ trưởng Tư pháp Đan Mạch Nick Haekkerup
- Nghị sĩ, cựu Bộ trưởng Lars Christian Lilleholt

### France (Pháp)
- Tổng thống Emmanuel Macron
- Cựu Tổng thống Valéry Giscard d'Estaing (tử vong)
- Bộ trưởng Tài chính Pháp, Bruno Le Maire
- Bộ trưởng Bộ Văn hóa Pháp Franck Riester
- Trưởng đoàn đàm phán của Liên minh châu Âu về Brexit,  Michel Barnier
- Quốc vụ khanh kiêm Bộ trưởng chuyển đổi toàn diện và sinh thái của Pháp, Brune Poirson
- Nhà ngoại giao người Pháp, Phó Tổng Thư ký Liên hợp quốc phụ trách về Hoạt động Hòa bình Jean-Pierre Lacroix
- Triết gia, nhà hoạt động cộng sản Pháp, Lucien Sève (tử vong)
- Cựu Thượng nghị sĩ Nicolas Alfonsi, tử vong
- Cầu thủ  Neymar, Leandro Paredes,  Ángel Di María,  Marquinhos,  Keylor Navas, Mauro Icardi câu lạc bộ Paris Saint Germain, cầu thủ Kylian Mbappé
- Cầu thủ đội tuyển quốc gia Blaise Matuidi
- Diễn viên quốc tịch Pháp Olga Kurylenko
- Cựu Chủ tịch Câu lạc bộ Bóng đá Olympique de Marseille, Pape Diouf (tử vong)
- Diễn viên Robert Hossein (tử vong)

### Germany (Đức)
- Bộ trưởng y tế Đức Jens Spahn
- Thành viên của Quốc hội liên bang Đức và là Chủ tịch của Ủy ban Giao thông vận tải của Quốc hội, Cem Özdemir
- Đại sứ của Israel tại Đức, Jeremy Issacharoff
- Cầu thủ Serge Gnabry
- Cầu thủ Emre Can
- Diễn viên Oliver Pocher

### Greece (Hy Lạp)
- Bộ trưởng Bộ Giáo dục Hy Lạp Niki Kerameus
- Phó Chủ tịch Ủy ban châu Âu (EC) Margaritis Schinas, người Hy Lạp
- Bộ trưởng Bộ Vận tải biển Hy Lạp Yiannis Plakiotakis

### Hungary
- Bộ trưởng Ngoại giao  Peter Szijjarto
- Cựu Quốc vụ khanh về Văn hóa của Bộ Tài nguyên Quốc gia,  Géza Szőcs (tử vong)

### Ireland (Ai-len)
- Bộ trưởng Nông nghiệp Charlie McConologue
- Lãnh đạo Sinn Fein đảng chính trị lớn của Ireland, Mary Lou McDonald
- Cầu thủ đội tuyển quốc gia Callum Robinson

### Italy (Ý)
- Cựu thủ tướng  Silvio Berlusconi
- Bộ trưởng Nội vụ Luciana Lamorgese (7/12)
- Thị trưởng của Cene, một đô thị ở vùng Lombardy, Giorgio Valoti (đã chết)
- Người đứng đầu Đảng Dân chủ Ý,  Nicola Zingaretti
- Thị trưởng Rome, Virginia Raggi
- Giám mục người Ý Angelo Moreschi (đã tử vong)
- Cầu thủ Cristiano Ronaldo câu lạc bộ Juventus, Daniele Rugani, và Blaise Matuidi
- Cầu thủ Léo Duarte chơi cho câu lạc bộ AC Milan
- Cầu thủ Milan Škriniar của Inter Milan, Marcelo Brozović của Inter Milan
- Huấn luyện viên đội tuyển bóng đá quốc gia Ý Roberto Mancini;
- Cựu cầu thủ Paolo Maldini
- Diễn viên Lucia Bosè, tử vong
- Nghệ sĩ Andrea Bocelli
- Diễn viên phim khiêu dâm Rocco Siffredi,
- Đạo diễn và biên kịch Franco Giraldi (tử vong)

### Kosovo
- Thủ tướng của Kosovo, Avdullah Hoti

### Latvia
- Nghị sĩ Nghị viện Latvia, Artuss Kaimiņš

### Lithuania (Lít-va)
- Bộ trưởng Quốc phòng Litva Raimundas Karoblis
- Học giả Irena Veisaitė (tử vong)

### Moldova
- Thủ tướng Moldova Ion Chicu (8/12)
- Chủ tịch Quốc hội Cộng hòa Moldova Zinaida Greceanii (19/10)
- Phó chủ tịch Quốc hội Vlad Bătrîncea (12/10)
- Phó thủ tướng phụ trách tái hòa nhập Cristina Lesnic
- Bộ trưởng Bộ Y tế, Lao động và Bảo trợ Xã hội Viorica Dumbraveanu
- Nghị sĩ, cựu Bộ trưởng Y tế Ruxanda Glavan

### Monaco
- Hoàng thân Albert

### Montenegro
- Nghị sĩ Montenegro, Dritan Abazović
- Giám mục người Montenegro, Amfilohije Radović (đã tử vong)

### Netherlands (Hà Lan)
- Thị trưởng Rotterdam - Hà Lan, Ahmed Aboutaleb,

### Norway (Na Uy)
- Bộ trưởng lao động và hòa nhập xã hội Na Uy, Torbjorn Roe Isaksen,
- Tỷ phú điều hành một quỹ tài sản ở Na Uy, Nicolai Tangen
- Diễn viên Kristofer Hivju

### Poland (Ba Lan)
- Tổng thống Ba Lan Andrzej Duda
- Cựu Tổng thống Bronisław Komorowski
- Bộ trưởng Quốc phòng Ba Lan Mariusz Błaszczak,
- Bộ trưởng giáo dục Ba Lan Przemyslaw Czarne
- Tổng chỉ huy các lực lượng vũ trang của Ba Lan, Jaroslaw Mika
- Bộ trưởng Môi trường Michal Wos;
- Phó thị trưởng Warsaw, Pawel Rabiej

### Portugal (Bồ Đào Nha)
- Tổng cục trưởng Y tế Graça Freitas

### Romania
- Bộ trưởng giao thông Lucian Bode
- Bộ trưởng Kinh tế Virgil Popescu
- Bộ trưởng Lao động Violeta Alexandru

### Russia (Nga)
- Thủ tướng Nga Mikhail Mishustin
- Phó Thủ tướng Nga Yury Trutnev;
- Bộ trưởng Năng lượng Nga Alexander Novak;
- Bộ trưởng Xây dựng và Nhà ở Nga Vladimir Yakushev;
- Bộ trưởng Văn hóa Nga Olga Lyubimova;
- Người phát ngôn của Tổng thống Nga Vladimir Putin, Dmitry Peskov;
- Bộ trưởng Giáo dục Valery Falkov
- Phó Chủ tịch Ủy ban về Thị trường Tài chính Đuma Quốc gia Nga, Nghị sĩ Đảng Cộng sản Vakha Agayev (tử vong)
- Cựu Trưởng Cộng hòa Chuvash Liên bang Nga Mikhail Ignatyev (đã chết)
- Cựu Trưởng Cộng hòa Buryatia, Leonid Potapov (tử vong)
- Cựu Thống đốc Volgograd, Nikolay Maksyuta (đã tử vong)
- Cựu Bộ trưởng Quốc phòng Liên Xô Yevgeny Ivanovich Shaposhnikov (tử vong)
- Tổng cộng 137 trong số 450 đại biểu Duma quốc gia (26/11)
- Thống đốc tỉnh Vladimir,  Vladimir Sipyagin
- Diễn viên Alina Boz, sinh tại Nga, sống Thổ Nhĩ Kỳ
- Diễn viên Boris Plotnikov, tử vong
- Vận động viên trượt băng nghệ thuật Alena Kostornaia
- Ca sĩ opera Anna Netrebko

### Serbia
- Chủ tịch Quốc hội Maja Gojkovic
- Bộ trưởng Quốc phòng Aleksandar Vulin
- Người đứng đầu Văn phòng chính phủ Kosovo, Marko Djuric,
- Chủ tịch Phòng Thương mại Serbia, Marko Cadez,
- Ngôi sao quần vợt Novak Djokovic
- Huấn luyện viên bóng đá Ilija Petković (tử vong)

### Slovakia
- Thủ tướng Slovakia Igor Matovič
- Phó Thủ tướng Veronika Remisova và Bộ trưởng Quốc phòng Jaroslav Nad
- Cầu thủ Samuel Mráz

### Slovenia
- Bộ trưởng Môi trường và Quy hoạch không gian Andrej Vizjak,
- Bộ trưởng Ngoại giao Anže Logar
- Thị trưởng Maribor, Saša Arsenovič;
- Bộ trưởng Văn hóa Vasko Simoniti (30/12)

### Spain (Tây Ban Nha)
- Phó Thủ tướng Tây Ban Nha Carmen Calvo
- Bộ trưởng bình đẳng của Tây Ban Nha, Irene Montero
- Phu nhân của Thủ tướng Tây Ban Nha Pedro Sánchez
- Chủ tịch đơn vị Bồ Đào Nha của Santander, Ngân hàng lớn nhất Tây Ban Nha, Vieira Monteiro (tử vong)
- Tổng thư ký của đảng cực hữu Vox của Tây Ban Nha, Javier Ortega Smith;
- Lãnh đạo vùng Catalonia Tây Ban Nha, Quim Torra; và Pere Aragones, Phó người đứng đầu chính quyền Catalan
- Cầu thủ Éder Militão câu lạc bộ Real Madrid
- Cầu thủ Ángel Correa, Šime Vrsaljko câu lạc bộ Atlético Madrid
- Cầu thủ Jean-Clair Todibo, câu lạc bộ Barcelona cho Benfica mượn
- Các cầu thủ Ezequiel Garay, Jose Gaya và Eliaquim Mangala... của Valencia
- Các cầu thủ Eden Hazard và Carlos Casemiro của Real Madrid
- Tay golf Sergio Garcia
- Nghệ sĩ opera Placido Domingo
- Diễn viên Antonio Banderas
- Chủ tịch thứ 14 của Real Madrid,  Lorenzo Sanz -tử vong

### Sweden (Thụy Điển)
- Hoàng tử Thụy Điển Carl Philip và vợ Sofia Hellqvist
- Cựu Thanh tra Bình đẳng Thụy Điển Claes Gustaf Borgström (tử vong)
- Diễn viên Thụy Điển Sven Wollter (tử vong)
- Cầu thủ Simon Hedlund

### Switzerland (Thụy Sĩ)
- Cựu Tổng thống Flavio Cotti (tử vong)
- Chủ tịch FIFA Gianni Infantino

### Ukraine
- Tổng thống Ukraina Volodymyr Zelensky (vợ tổng thống cũng từng mắc),
- Bộ trưởng Tài chính, và Bộ trưởng Quốc phòng
- Cựu Tổng thống Petro Poroshenko
- Cựu Thủ tướng Ukraine, Yulia Tymoshenko
- Đại biểu Quốc hội Serhiy Shakhov
- Bộ trưởng Bộ Y tế Maksym Stepanov
- Thị trưởng Kharkiv, Hennadiy Kernes (tử vong)

### United Kingdom (Anh)
- Charles, Thân vương xứ Wales;
- Vương tôn William, Công tước xứ Cambridge
- Thủ tướng Anh, Boris Johnson,
- Bộ trưởng Y tế Anh, Matt Hancock
- Nghị sĩ Nadine Dorries, Bộ trưởng Bộ y tế Anh
- Vương tôn phi Michael xứ Kent
- Bá tước Charles Spencer, anh trai Công nương Diana
- Cầu thủ Thiago Alcântara, Sadio Mané, Naby Keïta, Xherdan Shaqiri  câu lạc bộ Liverpool, cầu thủ Paul Pogba đang chơi cho Manchester United, Callum Hudson-Odoi
- Cầu thủ Tanguy Ndombele của câu lạc bộ Tottenham Hotspur
- Cầu thủ Mohamed Elneny của Arsenal
- Cầu thủ Mohamed Salah
- Cầu thủ Gabriel Jesus và Kyle Walker của Manchester City
- Diễn viên Robert Pattinson,  Idris Elba, Indira Varma
- Ca sĩ Marianne Faithfull
- Diễn viên hài Eddie Large (tử vong)
- Diễn viên Brian Cox
- Nhà ảo thuật Dynamo
- Cựu cầu thủ Kenny Dalglish
- Huấn luyện viên Mikel Arteta  của câu lạc bộ Arsenal
- Huấn luyện viên David Moyes  của câu lạc bộ West Ham United,
- Thành viên ban nhạc Duran Duran, John Taylor (bass guitarist)
- Nghệ sĩ Phó Thông gốc Trung Quốc (tử vong)

### Vatican City
- Hồng y Konrad Krajewski
- Hồng y Giuseppe Bertello
- Hồng y Luis Antonio Tagle (10/9 ở Philippines)

## Bắc Mỹ

### The Bahamas
- Bộ trưởng Môi trường và Nhà ở  Romauld Ferreira

### Belize
- Thủ tướng Johnny Briceño (23/11)

### Canada
- Phu nhân Grégoire Trudeau của Thủ tướng Canada
- Thứ trưởng Bộ Ngoại giao Canada, Marta Morgan
- Lãnh đạo của phe đối lập, lãnh đạo của Đảng Bảo thủ, Erin O'Toole
- Lãnh đạo Khối Québécois, Yves-François Blanchet
- Cựu bộ trưởng tài chính liên bang, Bill Morneau
- Nghị sĩ Kamal Khera
- Bộ trưởng Bộ Ngoại giao tỉnh Alberta, Tracy Allard
- Thị trưởng thành phố Longueuil, Canada
- MC người Canada, Renee Jane Good

### Costa Rica
- Chủ tịch Quốc hội Eduardo Cruickshank
- Cựu đệ nhất phu nhân Costa Rica, Henrietta Boggs (đã tử vong)
- Ít nhất 14 quan chức lập pháp (22/10)

### Dominican Republic
- Tổng thống Dominican, Luis Abinader

### Guatemala
- Tổng thống Guatemala, Alejandro Giammattei
- Bộ trưởng Văn hóa, Tổng thư ký của Tổng thống, phó Ban Quan hệ quốc tế
- Cựu Bộ trưởng Ngoại giao Guatemala, Haroldo Rodas (đã tử vong)

### Honduras
- Tổng thống  Juan Orlando Hernández và phu nhân

### Mexico
- Bộ trưởng Tài chính Arturo Herrera,
- Bộ trưởng Năng lượng Rocio Nahle
- Người đứng đầu lực lượng hải quân Mexico, Jose Rafael Ojeda
- Cựu Chủ tịch Hạ viện Juan de Dios Castro Lozano (tử vong)
- Thị trưởng Thành phố Mexico, Claudia Sheinbaum
- Thị trưởng thành phố Ciudad Juarez, Armando Cabada
- Thị trưởng thành phố Mexicali, Marina del Pilar
- Thống đốc bang Tamaulipas, Francisco García Cabeza de Vaca
- Thống đốc bang Sonora, Claudia Pavlovich,
- Cục trưởng Thuế Raquel Buenrostro
- Người đứng đầu Viện An sinh Xã hội
- Tay đua F1  Sergio Perez
- Cầu thủ Carlos Alberto Rodríguez
- Nhà soạn nhạc kiêm ca sĩ người Mexico Armando Manzanero (tử vong)

### Panama
- Bộ trưởng Bộ Thương mại và Công nghiệp, Ramón Martínez

### Trinidad and Tobago
- Cựu Phó Chủ tịch FIFA Jack Warner, người Trinidad and Tobago

### United States (Mỹ)
- Tổng thống Mỹ Donald Trump và phu nhân
- Chánh văn phòng Nhà Trắng Mark Meadows
- Bộ trưởng Nhà ở và Phát triển Đô thị Mỹ, Ben Carson
- Bộ trưởng Nội vụ David Bernhardt
- Chủ tịch Ủy ban Quốc gia Đảng Cộng hòa (RNC), Ronna Romney McDaniel
- Phó Tư lệnh Cảnh sát biển Charles Ray
- Tướng cấp cao thứ hai trong Lực lượng Vũ trụ, David Thompson
- Ít nhất 16 thành viên Hạ viện và Thượng viện dương tính COVID-19, trong đó Thượng nghị sĩ Bill Cassidy (21/8)
- Thượng nghị sĩ Ron Johnson - Chủ tịch Ủy ban An ninh Nội địa và Chính phủ của Thượng viện;
- Thượng nghị sĩ Rand Paul;
- Hai thành viên đại diện bang Florida của Quốc hội là Hạ nghị sĩ Matt Gaetz và Hạ nghị sĩ Michael Waltz (7/11)
- Hạ nghị sĩ Alaska Hoa Kỳ, Don Young
- Thống đốc bang Missouri, Mike Parson;
- Thống đốc bang Ohio, Mike DeWine
- Thống đốc Virginia, Ralph Northam,
- Thống đốc Oklahoma, Kevin Stitt
- Thống đốc bang Nevada, Steve Sisolak
- Thống đốc của bang Colorado, Jared Polis
- Thống đốc Wyoming, Mark Gordon
- Thống đốc bang Pennsylvania, Tom Wolf
- Chánh văn phòng Phó tổng thống Mỹ Marc Short
- Thư ký báo chí Nhà Trắng Kayleigh McEnany,
- Thị trưởng thành phố Miami,  Francis Suarez;
- Thị trưởng thành phố Atlanta, Keisha Lance Bottoms
- Phó Thống đốc bang Alabama, Will Ainsworth;
- Thị trưởng thành phố Long Beach, Jerry Phillips;
- Thị trưởng của Natchez - bang Mississippi,  Dan Gibson
- Thị trưởng Fresno, California, Jerry Dyer
- Phó Thống đốc bang Mississippi, Delbert Hosemann,
- Chủ tịch Hạ viện bang Mississippi, Philip Gunn
- Chủ tịch Hạ viện bang Kansas, Ron Ryckman Jr
- Chánh án Tòa tối cao bang Indiana, Loretta Rush
- Cựu Thống đốc New Jersey, Chris Christie
- Cựu Thống đốc bang Utah, Jon Huntsman Jr.
- Phó Thống đốc Hawaii, Josh Green,
- Phó Thống đốc South Carolina,  Pamela Evette,
- Cựu chủ tịch Thượng viện Utah, Oscar W. McConkie Jr. (tử vong)
- Chủ tịch Hạ viện bang New Hampshire, Dick Hinch (tử vong)
- Tổng Chưởng lý bang Tây Virginia, Patrick Morrisey
- Tổng chưởng lý bang Illinois Kwame Raoul
- Thống đốc Guam, Lou Leon Guerrero và Josh Tenorio, phó Thống đốc Guam
- Chủ tịch Thượng viện bang Florida, Wilton Simpson
- Thượng nghị sĩ của bang Minnesota Jerry Relph (tử vong)
- Lãnh đạo phe thiểu số của Hội đồng New York, Will Barclay
- Hạ nghị sĩ của bang Florida Carlos Gimenez, từng là thị trưởng của Hạt Miami-Dade  (28/11)
- Hạ nghị sĩ từ Wisconsin Bryan Steil, và Hạ nghị sĩ từ Connecticut Joe Courtney,
- Hạ nghị sĩ từ Georgia Rick Allen, và Hạ nghị sĩ từ Nevada Susie Lee,
- Thượng nghị sĩ  ở Georgia, Kelly Loeffler,
- Cựu Chánh án Tòa án Tối cao Georgia,  George H. Carley (tử vong 26/11)
- Chủ tịch hạt Westmoreland bang  Pennsylvania, Sean Kertes
- Cảnh sát trưởng thành phố Fort Worth (Texas) (18/12)
- Cảnh sát trưởng thành phố  Phoenix (Arizona) (18/12)
- Cựu Thị trưởng thành phố New York Rudy Giuliani
- Thượng nghị sĩ  bang Pennsylvania, Doug Mastriano
- Thị trưởng thành phố Birmingham, Alabama, Randall Woodfin
- Thị trưởng Anchorage, Austin Quinn-Davidson
- Thị trưởng Fort Worth, Texas, Betsy Price
- Chủ tịch Lee Spoonhunter của Hội đồng Kinh doanh Bắc Arapaho
- Chủ tịch của Đại học Notre Dame, Linh mục John I. Jenkins
- Nguyên sĩ quan Việt Nam Cộng hòa Trần Ngọc Châu, sống tại Mỹ (tử vong)
- Doanh nhân người Mỹ, Herman Cain (tử vong)
- Nhà viết kịch Terrence McNally  (tử vong)
- Vận động viên bóng chày, Tom Seaver (tử vong);
- Diễn viên Mỹ Allen Garfield, tử vong;
- Học giả Mỹ, David Driskell (tử vong)
- Diễn viên Tom Lister, Jr. (tử vong)
- Diễn viên Tom Hanks và vợ, diễn viên Rita Wilson
- Các ngôi sao giải trí Khloé Kardashian, Kevin Hart, Rachel Matthews, Andy Cohen, Debi Mazar, Aaron Tveit, Mel Gibson, Vivica A. Fox, Kanye West,
- Nhà sản xuất phim Harvey Weinstein,
- Ca, nhạc sĩ Jackson Browne
- Nhạc sĩ David Bryan
- Ca sĩ Madonna
- Nghệ sĩ Ellen DeGeneres
- Cầu thủ bóng rổ Kevin Durant, Russell Westbrook
- Vận động viên Kamaru Usman
- Đầu bếp nổi tiếng  Floyd Cardoz (tử vong)
- Diễn viên Mark Blum (tử vong)
- Ca, nhạc sĩ Adam Schlesinger (tử vong)
- Các ca sĩ Sara Bareilles, Pink, Christopher Cross, Trey Songz, Doja Cat
- Ngôi sao bóng bầu dục  Ezekiel Elliott
- Cầu thủ bóng rổ Malcolm Brogdon
- Các diễn viên Bryan Cranston, Alyssa Milano, Lena Dunham, Dwayne Johnson, Michael Rooker, Jim Parsons, Shanna Moakler
- Tay đua xe Jimmie Johnson
- Tay golf  Jack Nicklaus
- Huấn luyện viên bóng đá Nick Saban
- Tay đua xe Lewis Hamilton
- Tỷ phú Elon Musk
- Nhà cựu sản xuất phim Harvey Weinstein
- Diễn viên Dawn Wells (tử vong)
- Ca sĩ Lệ Thu gốc Việt (tử vong)
- Ca sĩ Quốc Anh gốc Việt (tử vong)

## Châu Đại Dương

### Australia (Úc)
- Bộ trưởng Bộ Nội vụ Australia, Peter Dutton;
- Các Thượng nghị sĩ  Susan McDonald, Andrew Bragg, Rex Patrick
- Ngôi sao sân golf người Úc Adam Scott.
- Golf thủ Greg Norman

### France

#### French Polynesia (Pô-li-nê-si-a thuộc Pháp)
- Thủ hiến Polynesia thuộc Pháp, Edouard Fritch
- Cựu Thủ hiến Polynesia thuộc Pháp, Gaston Flosse

### New Zealand

#### Cook Islands
- Cựu Thủ tướng quần đảo Cook, Joe Williams  (đã tử vong)

## Nam Mỹ

### Argentina
- Bộ trưởng Bộ Phát triển Xã hội Argentina, Daniel Arroyo
- Cựu Bộ trưởng Nông nghiệp  Carlos Horacio Casamiquela, tử vong
- Huấn luyện viên đội tuyển bóng đá Argentina, Mario Ledesma;
- Nhà văn Juan Giménez, tử vong
- Cầu thủ Eduardo Salvio đội tuyển Argentina; trong khi cựu cầu thủ bóng đá Diego Maradona âm tính
- Cầu thủ đội tuyển quốc gia Paulo Dybala

### Bolivia
- Tổng thống lâm thời của Bolivia, Jeanine Áñez
- Bộ trưởng Y tế Bolivia, Maria Eidy Roca
- Bộ trưởng Khai khoáng Bolivia, Jorge Fernando Oropeza;
- Bộ trưởng Bộ Tổng thống, Yerko Nunez;
- Bộ trưởng Bộ Năng lượng Rodrigo Guzmán,... (thống kê 11 bộ trưởng - ngày 3/7)
- Chủ tịch Thượng viện Monica Eva Copa
- Chỉ huy lực lượng vũ trang, Tướng Sergio Orellana;
- Cựu Chủ tịch Thượng viện, Bộ trưởng Eugenio Rojas Apaza (tử vong)
- Chị gái cựu Tổng thống  Evo Morales (đã tử vong)
- Chủ tịch Liên đoàn Bóng đá Bolivia, César Salinas, tử vong

### Brazil
- Tổng thống Brazil Jair Bolsonaro và phu nhân
- Phó Tổng thống Brazil Hamilton Mourão
- Chủ tịch Thượng viện Brazil, Davi Alcolumbre
- Chủ tịch Hạ viện Brazil, Rodrigo Maia;
- Chủ tịch Tòa án Tối cao Luiz Fux,
- Bộ trưởng Truyền thông  Fábio Faria,
- Bộ trưởng mỏ và năng lượng Bento Albuquerque
- Bộ trưởng Khoa học và Công nghệ Marcos Pontes,
- Bộ trưởng Bộ Quốc tịch Onyx Lorenzoni
- Bộ trưởng Bộ Giáo dục Milton Ribeiro
- Bộ trưởng Tư pháp André Mendonça (24/11, là thành viên nội các thứ 13 nhiễm)
- Tham mưu trưởng của Phủ Tổng thống Walter Souza Braga Netto
- Thống đốc bang Pará, miền bắc Brazil, Helder Barbalho;
- Thống đốc bang Rio de Janeiro của Brazil, Wilson Witzel;
- Thống đốc bang Sao Paulo của Brazil, Joao Doria
- Cựu Thị trưởng Manaus, José Fernandes (tử vong)
- Thượng nghị sĩ Brazil, Arolde de Oliveira (tử vong)
- Cựu Chủ tịch Ngân hàng Phát triển Brazil,  Carlos Lessa, tử vong
- Cựu cầu thủ Ronaldinho
- Các Ngôi sao Võ thuật tổng hợp Thiago Santos, Gilbert Burns, và Glover Teixeira
- Nữ cầu thủ bóng đá Marta Vieira da Silva (22/11)

### Chile
- Bộ trưởng Phát triển Xã hội,
- Bộ trưởng Công trình Công cộng Alfredo Moreno
- Bộ trưởng Năng lượng
- Cựu Bộ trưởng, Sergio Onofre Jarpa (tử vong)
- Cựu thị trưởng Valparaíso, Hernán Pinto (tử vong)
- Nhà văn Luis Sepúlveda (đã tử vong)

### Colombia
- Phó Tổng thống Colombia, Marta Lucia Ramirez
- Cựu Tổng thống Colombia, Alvaro Uribe
- Cựu Chủ tịch Hạ viện Colombia,  Aurelio Iragorri Hormaza (tử vong)

### Ecuador
- Cựu Chủ tịch Quốc hội Ecuador,   Omar Quintana (tử vong)
- Thị trưởng thành phố Guayaquil, Cynthia Viteri

### Guyana
- Chủ tịch Quốc hội Guyana, Manzoor Nadir
- Bộ trưởng Bộ Ngoại giao và Thương mại Quốc tế Guyana, Hugh Todd

### Peru
- Bộ trưởng Bộ Nông nghiệp và Thủy lợi Peru Jorge Montenegro
- Nguyên Bộ trưởng Peru,  Luis Arias Graziani (đã tử vong)
- Cầu thủ Raúl Ruidíaz của đội tuyển quốc gia Peru

### Suriname
- Chủ tịch Quốc hội Ronnie Brunswijk

### Venezuela
- Lãnh đạo Đảng Xã hội chủ nghĩa Venezuela, chủ tịch Quốc hội lập hiến quốc gia Venezuela,  Diosdado Cabello
- Đứng đầu chính quyền Quận Thủ đô của Venezuela, Darío Vivas (đã tử vong)
- Bộ trưởng Dầu mỏ El Aissami
- Thống đốc bang Zulia, Omar Prieto